# ストロークプレー
ストロークプレー（Stroke Play）とは、ゴルフの競技方法の一つ。メダルプレー（Medal Play）とも呼ばれる。
所定ラウンド、全ホールの合計の打数によって、順位（勝敗）をつける試合方式。打数が最も少ない者が優勝となる。
ゴルフ発祥当初はマッチプレーの形態が主体であったが、参加競技者が増加するほどに多くの時間がかかってしまうことと、多人数で競う場合の順位付けが困難であることから、ストロークプレーが広まるようになってきた。ストロークプレーが主流になると、それまでコースごとにまちまちだった18ホールの合計距離などに対し、画一した規格を決める必要が出てきたため、全てのホールに対し既定打数を決めて、コースごとの合計既定打数による比較がし易いように定めたのが、パー（1ホールごとの基準打数）の起源である。なお、このストロークプレー自体の起源は1759年5月9日、セントアンドリュースでのこととされる。